# シュトゥットガルト音楽演劇大学
シュトゥットガルト音楽演劇大学（Staatliche Hochschule für Musik und Darstellende Kunst Stuttgart）は、ドイツ・バーデン＝ヴュルテンベルク州シュトゥットガルトにある州立の音楽大学。ドイツで最も古い音楽大学の一つ。

## 概要
シュトゥットガルト音楽演劇大学には、大学院も併設されている。ボローニャ協定に伴い、この音楽大学も、移行時間こそかかったが、「学部・修士」制に徹底的に改められた。随分長らく作曲科と指揮科は大学院として設けられており学部扱いもされずディプロマ制度を固持していたが、現在はそうではなく両専攻も学部及び修士制度に完全に変更された。全ての学科のためのゾリステンクラッセと、音楽学と音楽教育学のための博士課程はそのままある。日本や諸外国と違い、現代音楽やジャズのみを学部からかつ繊細に学科別に学べるのが大きな特徴。
2007年に創立150年を迎えた。卒業生に、指揮者のヘルムート・リリングや、作曲家のヘルムート・ラッヘンマン、マティアス・シュパーリンガー、アドリアーナ・ヘルツキーなどがいる。世界的トップレベルの音楽大学である。日本を含むアジア圏からの留学生も多い。日本の東京藝術大学と学生と教授の交換協定を持っている。スカウトされた外国人の教授も目立つ。
2020年代の学位は、フランスやイタリアの3+2+3年制度ではなく、4+2+2年制度で授与される。ただし、舞台芸術に第3課程は存在しない。

## 図書館
大学図書館には1万8千冊の書籍、8万冊の楽譜、9千本の録音資料がある。